# George Brettingham Sowerby I
Pour les articles homonymes, voir Sowerby.
George Brettingham Sowerby I est un naturaliste, un illustrateur et un conchyliologiste britannique, né le 12 mai 1788 à Lambeth et mort le 26 juillet 1854.
Il est le fils de James Sowerby (1757-1822). Avec son frère, James De Carle Sowerby (1787-1871), il poursuit l’œuvre de son père sur les coquillages fossiles. Ils font paraître les dernières parties de Mineral Conchology of Great Britain.
Sowerby I fait paraître environ cinquante articles sur les mollusques ainsi que plusieurs livres illustrés. Parmi ceux-ci, le plus important est Thesaurus Conchyliorum qui est poursuivi par son fils George Brettingham Sowerby II (1812-1884) et son petit-fils George Brettingham Sowerby III (1843-1921).